# Scatimus cucullatus
Scatimus cucullatus är en skalbaggsart som beskrevs av Wilhelm Ferdinand Erichson 1847. Scatimus cucullatus ingår i släktet Scatimus och familjen bladhorningar. Inga underarter finns listade i Catalogue of Life.